# Maria Annunziata von Österreich

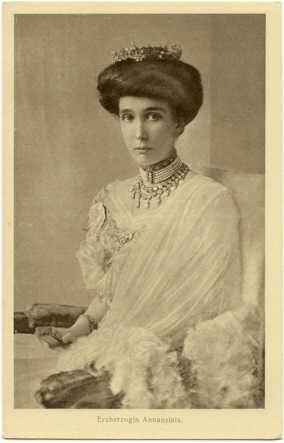
Erzherzogin Maria Annunziata

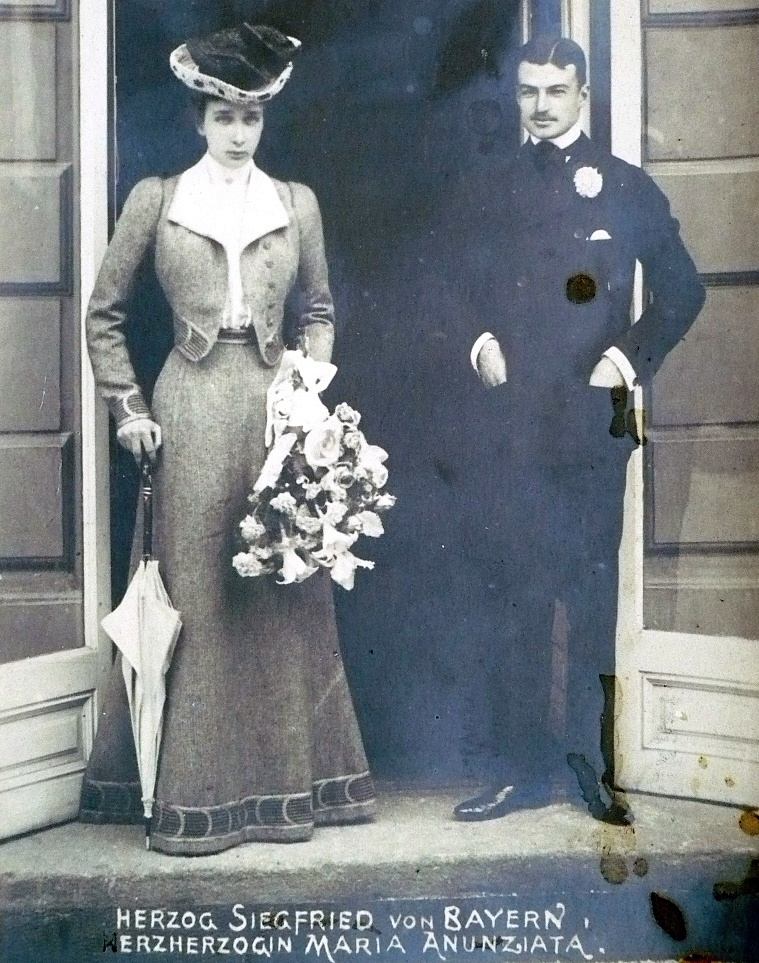
Erzherzogin Maria Annunziata mit ihrem Verlobten, Herzog Siegfried in Bayern, 1902

Maria Annunziata Adelheid Theresia Michaela Karoline Luise Pia Ignatia  (* 31. Juli 1876 in Reichenau an der Rax; † 8. April 1961 in Vaduz) war eine Erzherzogin von Österreich.

## Leben
Maria Annunziata war eine Tochter des Erzherzogs Karl Ludwig von Österreich und dessen dritter Gemahlin, der Infantin Maria Theresa von Portugal. In der Familie wurde Maria Annunziata stets „Miana“ genannt. Sie trug den Namen der zweiten Frau ihres Vaters.
Von 1894 bis 1918 war Maria Annunziata Äbtissin des Theresianischen adligen Damenstift auf dem Hradschin in Prag.
Miana war 1902 kurzzeitig mit Herzog Siegfried in Bayern verlobt, dem ältesten Sohn des Herzogs Max Emanuel, einem Bruder der Kaiserin Elisabeth. Sie löste jedoch die Verlobung nach einer gemeinsamen Reise nach England auf, da Siegfried Zeichen einer psychischen Störung aufwies.
Neben ihrer Mutter war Maria Annunziata die „First Lady“ am Wiener Hof ihres Onkels Kaiser Franz Joseph, nachdem seine Ehefrau Kaiserin Elisabeth ermordet wurde. In dieser Rolle übernahm sie mehrere Patronate und war hohe Protektorin der franziskanischen Missionärinnen Mariens in Österreich. Nach ihr wurde 1900 das Annunziatakloster in Furth bei Maria Anzbach benannt.
Ihr ältester Halbbruder war der Thronfolger, Erzherzog Franz Ferdinand (ermordet 1914), und ihr zweiter Halbbruder Otto war der Vater des letzten Kaisers Karl I. Wichtig war Maria Annunziata für das Zustandekommen von Karls Ehe mit Zita von Bourbon-Parma. So lud sie ihren 21-jährigen Neffen im Sommer 1908 in den böhmischen Kurort Franzensbad ein, wo Karl die 16-jährige Zita erstmals näher kennenlernte. Nach der Heirat des Paars lebte Maria Annunziata in Zitas Familie sehr häufig, auch später im Exil.
Maria Annunziata blieb unverheiratet und starb am 8. April 1961 mit 84 Jahren in Vaduz, Liechtenstein, dem Wohnsitz ihrer Schwester Elisabeth Amalie. Sie wurde in der dortigen fürstlichen Gruft beigesetzt.